# Humanity World Tour
Humanity World Tour es la vigésima gira mundial de conciertos de la banda alemana de hard rock y heavy metal Scorpions, para promocionar el álbum Humanity: Hour I de 2007. Comenzó el 2 de marzo de 2007 en el Gran Palacio del Kremlin de Moscú en Rusia y culminó el 6 de diciembre de 2009 en el recinto House of Music and Dance de Zabrze en Polonia. Gracias a esta extensa gira de más de 100 presentaciones, les permitió tocar por primera vez en Kazajistán, Eslovaquia, Trinidad y Tobago y en la región dependiente danesa de Islas Faroe.

## Antecedentes
La gira se inició el 2 de marzo de 2007 en Moscú, Rusia, más de un mes antes del lanzamiento oficial de Humanity: Hour I en Europa. Esta primera etapa que incluyó shows en Letonia, Lituania y Ucrania, estuvo marcada por el mismo listado de canciones que tocaron en 2006 durante la Unbreakable World Tour. No obstante, incluyeron como sorpresa el tema «Humanity», el único sencillo del álbum en promoción. Por su parte, el 13 de abril realizaron su primera visita a Kazajistán, con un show en Almatý. El 11 de mayo en Puertollano (España) comenzó la segunda parte por Europa, que contó con 22 presentaciones en 13 países. De esta sección destacó su primera visita a Eslovaquia y a la región autónoma danesa de Islas Faroe, y los nueve shows con Uli Jon Roth como invitado especial, que tocó la guitarra líder en seis canciones generalmente. El 9 de agosto en Manaus comenzaron su primera parte por Latinoamérica con tres conciertos en Brasil y cinco en México. Por su parte, entre el 25 de agosto y el 29 de septiembre se presentaron en Norteamérica, con 8 fechas en Canadá y 12 en los Estados Unidos. Luego de dos conciertos en Corea del Sur y uno en Japón, el 10 de noviembre dieron paso a su última parte del año por Europa, con un concierto en Rumania, tres en Francia (donde Uli Jon Roth volvió a ser invitado especial) y dos en Portugal. Las fechas de 2007 culminaron a mediados de diciembre, con tres conciertos en India.

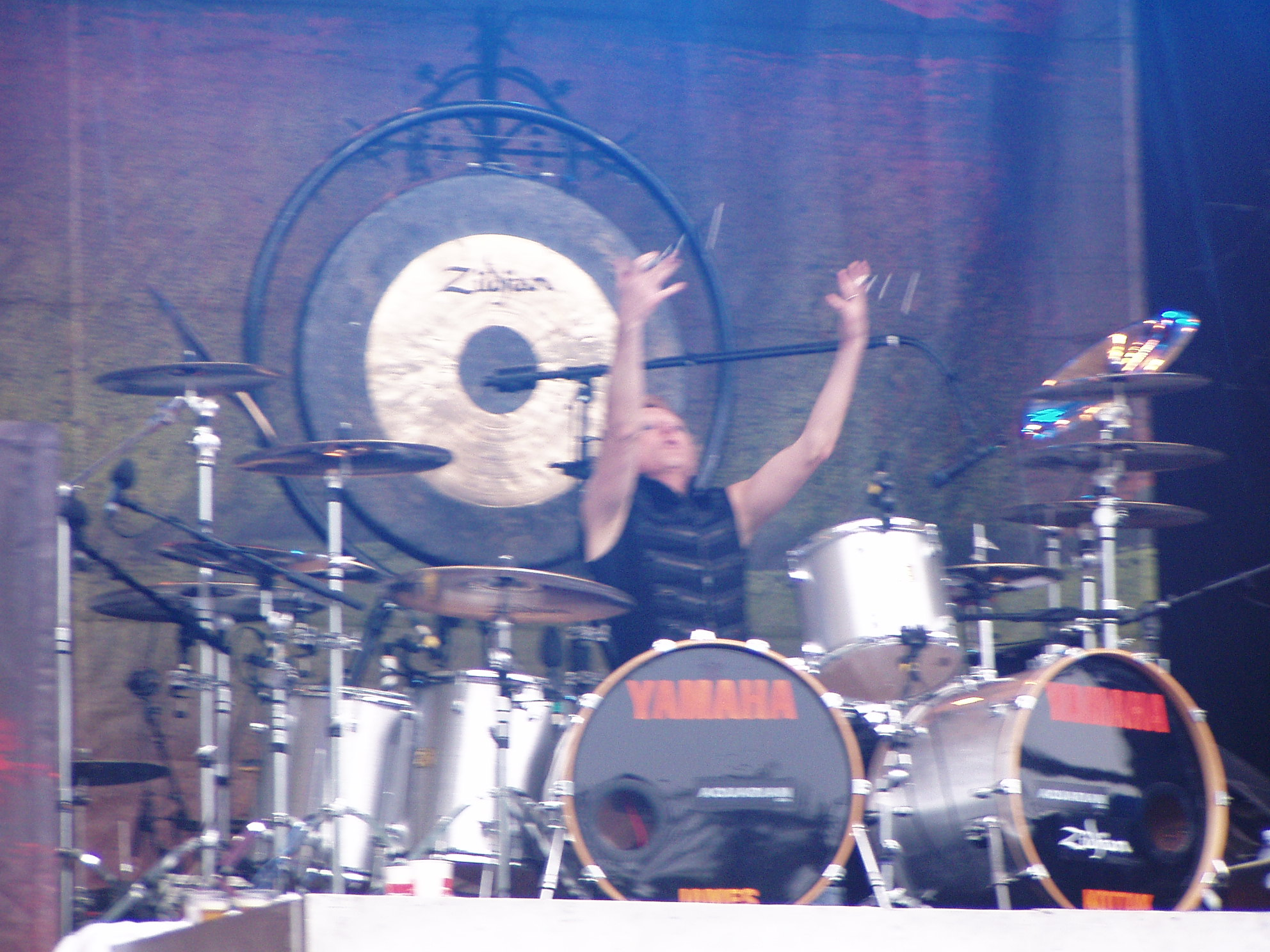
James Kottak en el festival italiano Gods of Metal en 2007.

El 9 de marzo de 2008 tocaron en Bremen (Alemania), que dio inicio a la cuarta parte por Europa, de la cual destacó los 12 conciertos por distintas ciudades de Rusia, que se convirtió en la visita más extensa por ese país desde The Living Tour en el marco de la gira Scorpions World Tour de 2002. Tras su participación en el Dubai Festival City de Emiratos Árabes Unidos, tocaron 8 shows más por Europa y 7 por los Estados Unidos, entre fines de mayo y mediados de agosto. El 22 y 24 de agosto se presentaron en Turquía y Alemania, respectivamente, para luego iniciar una serie de fechas por Latinoamérica. Entre el 30 de agosto y el 23 de septiembre realizaron 10 conciertos por Brasil, 4 en México y tocaron por primera vez en Trinidad y Tobago. Su segunda visita a Latinoamérica se realizó en el marco de una gira electro-acústica, que en Brasil contó con el guitarrista Andreas Kisser de Sepultura y algunos percusionistas brasileños como artistas invitados. El 26 de septiembre en Suiza dieron paso a su última parte del año por Europa, que contó con 15 shows en 11 países. De esta sección destacaron los dos conciertos sinfónicos realizados en Vilna (Lituania) y Riga (Estonia) y el show acústico en Estoril, Portugal. Cabe señalar que en las presentaciones dadas en Inglaterra y Escocia contaron con Uli Jon Roth y Michael Schenker como artistas invitados, mientras que en Estrasburgo (Francia) invitaron nuevamente a Uli Jon Roth y a los exbateristas Herman Rarebell y Rudy Lenners, siendo el primer concierto en años que reunió a la banda con este último músico. Finalmente, el 19 de noviembre en el Casino Estoril de la ciudad homónima portuguesa, se celebró el último concierto de 2008.
El 3 de abril de 2009 en Montbéliard (Francia) iniciaron sus últimas presentaciones en Europa y de la gira. En sus conciertos por Hungría y Eslovaquia, celebrados el 21 y 23 de abril respectivamente, invitaron a la banda húngara Omega a interpretar «White Dove» y «Big City Nights». Por su parte, desde el 15 de junio hasta el 28 del mismo mes, lideraron el festival Monsters of Rock por 8 ciudades de Rusia, donde compartieron escenario con Alice Cooper, Kingdom Come y The Rasmus. Tras presentarse en el festival de rock de Kavarna en Bulgaria, se presentaron en cuatro ciudades de Grecia, cuyo concierto en Atenas contó con la participación especial de Uli Jon Roth y Michael Schenker. Tras ello, realizaron 13 conciertos más por 7 países europeos. Finalmente, el último concierto de la gira se celebró el 6 de diciembre de 2009 en la ciudad polaca de Zabrze.

## Grabaciones

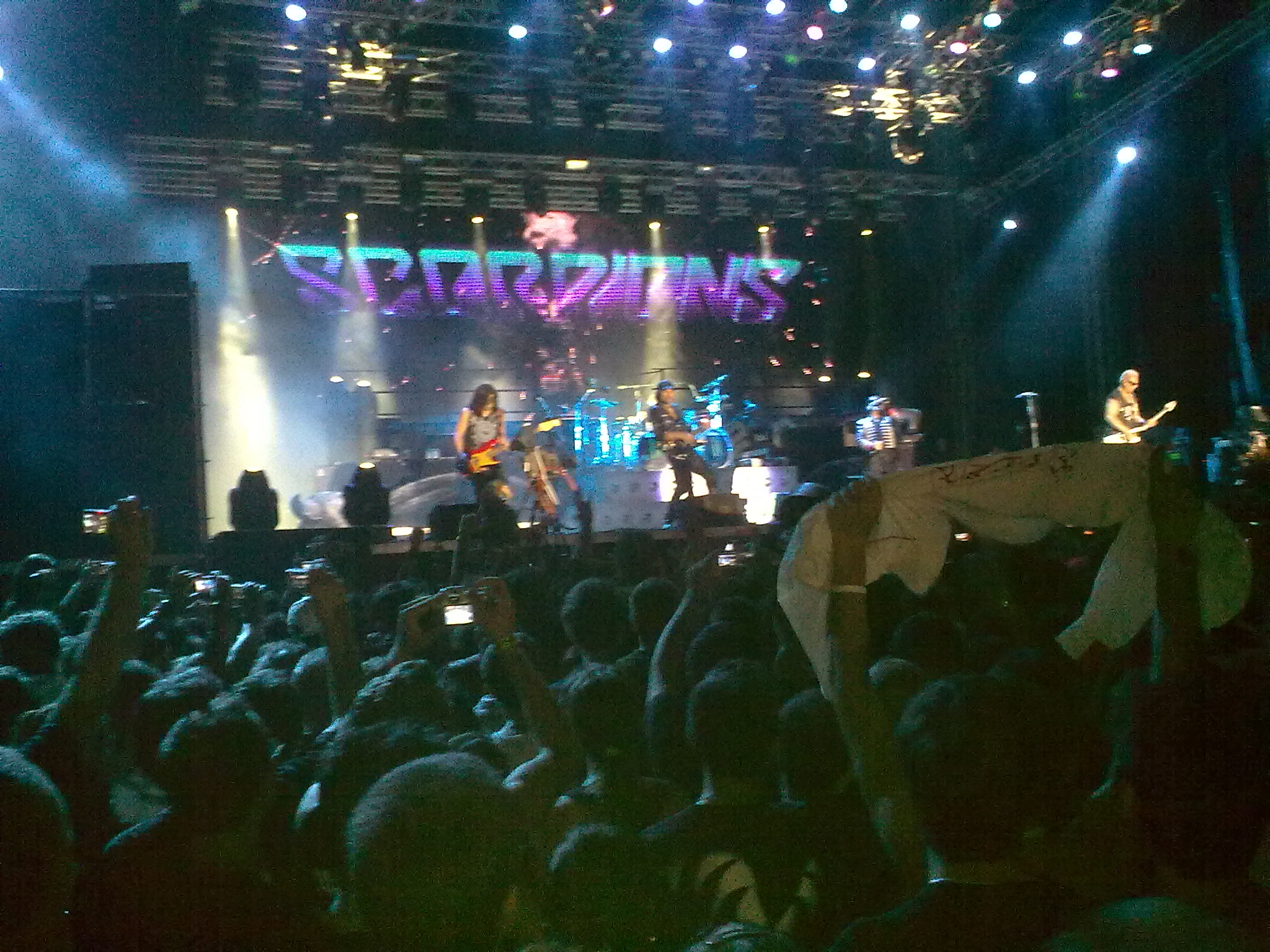
Scorpions en el festival de rock de Kavarna en 2009.

Durante la gira se grabó varios conciertos, que fueron publicados generalmente como bootlegs. Sin embargo, durante la segunda visita por Latinoamérica en el marco de la gira electro-acústica se grabó el DVD oficial Amazonia: Live in the Jungle. Su registro se realizó en la ciudad brasileña de Recife, el 7 de septiembre de 2008, y contó con pistas adicionales grabadas en Manaus, el 9 de agosto de 2007. El listado de canciones estuvo marcado por una parte eléctrica, en donde tocaron canciones de hard rock y heavy metal, y por otra sección acústica, en el que compartieron escenario con coristas y percusionistas brasileños y que además, contó con la participación especial del guitarrista Andreas Kisser de Sepultura.

## Lista de canciones
A diferencia de sus anteriores giras, la banda tocó varios listados de canciones dependiendo de la ciudad y el tipo de concierto que dieron. Durante el 2007 tocaron entre cuatro a cinco canciones del álbum Humanity: Hour I, pero entre el 2008 y 2009 las disminuyeron a solo tres; «Humanity», «Hour I» y «321». Gracias a la participación especial de Uli Jon Roth, volvieron a tocar varios temas de los álbumes de los años 1970 como «Pictured Life», «Fly to the Rainbow» y «Backstage Queen», entre otras. Por su parte, y con la participación de Michael Schenker, versionaron el tema «Doctor Doctor» de los británicos UFO. Durante sus presentaciones en 2007, se incluyó un solo de bajo interpretado por Pawel Maciwoda y se tocaron canciones que hace años no interpretaban como «I'm Leaving You». Mientras que en 2008 se agregó las canciones «A Moment in a Million Years», «Alien Nation», «No Pain No Gain», «Rhythm of Love» y «Hey You», cantada por Rudolf Schenker. Por su parte y durante los más de veinte conciertos en 2009, mantuvieron un listado similar al año anterior.
La gira además contó con conciertos sinfónicos, en donde interpretaron el mismo listado de canciones del álbum Moment of Glory, pero incluyeron una versión orquestada de «New Generation» del álbum Unbreakable de 2004. Además, tocaron algunos conciertos acústicos similares al grabado en Acoustica, no obstante, incluyeron una versión acústica de «(Marie's the Name) His Latest Flame» de Del Shannon. Por su parte, a lo largo de los tres años que duró el tour tocaron algunas versiones de otros artistas como «Dust in the Wind» de Kansas y «White Dove», original de los húngaros Omega. A continuación los listados de canciones dados en el Sweden Rock Festival de Suecia (9 de junio de 2007), en la capital bielorrusa de Minsk (7 de noviembre de 2008) y en la ciudad alemana de Essen (2 de octubre de 2009).
1. «Hour I»
2. «Bad Boys Running Wild»
3. «The Zoo»
4. «Love'em Or Leave'em»
5. «Deep and Dark»
6. «Coast to Coast»
7. «Holiday»
8. «Humanity»
9. «Wind of Change»
10. «Pictured Life»
11. "He's a Woman She's a Man"
12. «We'll Burn the Sky»
13. «Fly to the Rainbow»
14. «Tease Me Please Me»
15. «321»
16. «Bass Solo» (solo de bajo)
17. «Kottak Attack»
18. «Blackout»
19. «Big City Nights»
20. «Still Loving You»
21. «In Trance»
22. «Rock You Like a Hurricane»
23. «When the Smoke is Going Down»

1. «Hour I»
2. «Coming Home»
3. «Bad Boys Running Wild»
4. «The Zoo»
5. «No Pain No Gain»
6. «Coast to Coast»
7. «Wind of Change»
8. «Send me an Angel»
9. «Holiday»
10. «Loving You Sunday Morning»
11. «I'm Leaving You»
12. «321»
13. «Dynamite»
14. «Kottak Attack»
15. «Blackout»
16. «Big City Nights»
17. «Still Loving You»
18. «Humanity»
19. «Rock You Like a Hurricane»
20. «When the Smoke is Going Down»

1. «Hour I»
2. «Loving You Sunday Morning»
3. «Is There Anybody There?»
4. «Make It Real»
5. «The Zoo»
6. «Pictured Life»
7. «Backstage Queen»
8. «We'll Burn the Sky»
9. «Robot Man»
10. «Send me an Angel»
11. «Holiday»
12. «Coast to Coast»
13. «Lovedrive»
14. «Another Piece of Meat»
15. «Doctor Doctor» (cover de UFO)
16. «Tease Me Please Me»
17. «321»
18. «Kottak Attack»
19. «Blackout»
20. «Big City Nights»
21. «Still Loving You»
22. «Wind of Change»
23. «Long Tall Sally» (cover de Little Richard)
24. «Rock You Like a Hurricane»

## Fechas

### Fechas de 2007
| Fecha            | País            | Ciudad           | Recinto/Festival                    | Notas                                                    |
| Europa           | Europa          | Europa           | Europa                              | Europa                                                   |
| ---------------- | --------------- | ---------------- | ----------------------------------- | -------------------------------------------------------- |
| 2 de marzo       | Rusia           | Moscú            | Gran Palacio del Kremlin            |                                                          |
| 6 de abril       | Letonia         | Riga             | Arena Riga                          |                                                          |
| 7 de abril       | Lituania        | Vilna            | Siemens Arena                       |                                                          |
| 10 de abril      | Ucrania         | Kiev             | Palacio de los deportes de Kiev     |                                                          |
| Asia             |                 |                  |                                     |                                                          |
| 13 de abril      | Kazajistán      | Almatý           | Baluan Sholak Sports Palace         |                                                          |
| Europa II        |                 |                  |                                     |                                                          |
| 11 de mayo       | España          | Puertollano      | El Cerro                            |                                                          |
| 12 de mayo       | España          | La Nucía         | Mediático Festival                  |                                                          |
| 14 de mayo       | Francia         | París            | Zénith de Paris                     | con Uli Jon Roth y teloneados por Heavenly               |
| 16 de mayo       | Francia         | Nantes           | Zénith de Nantes Métropole          | con Uli Jon Roth y teloneados por Heavenly               |
| 18 de mayo       | Francia         | Dijon            | Zénith de Dijon                     | con Uli Jon Roth y teloneados por Heavenly               |
| 19 de mayo       | Francia         | Ruan             | Zénith de Rouen                     | con Uli Jon Roth y teloneados por Heavenly               |
| 3 de junio       | Italia          | Milán            | Gods of Metal                       |                                                          |
| 8 de junio       | Rusia           | San Petersburgo  | Economic Forum                      | concierto sinfónico                                      |
| 9 de junio       | Suecia          | Sölvesborg       | Sweden Rock Festival                | con Uli Jon Roth                                         |
| 14 de junio      | República Checa | Ostrava          | ČEZ Aréna                           |                                                          |
| 16 de junio      | Eslovaquia      | Bratislava       | Štadión Petržalka                   | teloneados por Edguy                                     |
| 18 de junio      | Grecia          | Atenas           | Estadio Georgios Karaiskakis        | con Uli Jon Roth                                         |
| 22 de junio      | Croacia         | Koprivnica       | Drava Rock Fest                     |                                                          |
| 23 de junio      | Rusia           | Kaliningrado     | International XI Bike Show          | teloneados por Sweet y Joe Cocker                        |
| 30 de junio      | Países Bajos    | Biddinghuizen    | Arrow Rock Festival                 |                                                          |
| 7 de julio       | República Checa | Karlovy Vary     | Stadion AC Start                    |                                                          |
| 14 de julio      | Finlandia       | Tuuri            | Miljoona Rock                       |                                                          |
| 21 de julio      | Alemania        | Augsburgo        | Messe Augsburg                      | teloneados por Krokus                                    |
| 28 de julio      | Inglaterra      | Pentrich         | Rock and Blues Festival             | con Uli Jon Roth                                         |
| 29 de julio      | Inglaterra      | Mánchester       | Manchester Apollo                   | con Uli Jon Roth y teloneados por Michael Schenker Group |
| 30 de julio      | Inglaterra      | Londres          | Hammersmith Odeon                   | con Uli Jon Roth y teloneados por Michael Schenker Group |
| 3 de agosto      | Islas Faroe     | Klaksvík         | Summarfestivalurin                  |                                                          |
| Latinoamérica    |                 |                  |                                     |                                                          |
| 9 de agosto      | Brasil          | Manaus           | Sambódromo                          |                                                          |
| 11 de agosto     | Brasil          | Recife           | Chevrolet Hall                      |                                                          |
| 14 de agosto     | Brasil          | Sao Paulo        | Credicard Hall                      |                                                          |
| 17 de agosto     | México          | Monterrey        | Arena Monterrey                     |                                                          |
| 18 de agosto     | México          | Puebla           | Auditorio siglo XXI                 |                                                          |
| 19 de agosto     | México          | León             | Poliforum León                      |                                                          |
| 21 de agosto     | México          | Hermosillo       | Expo Forum                          |                                                          |
| 22 de agosto     | México          | Ciudad de México | Auditorio Nacional                  |                                                          |
| Norteamérica     |                 |                  |                                     |                                                          |
| 25 de agosto     | Canadá          | Shawinigan       | Shawinigan-Sud                      |                                                          |
| 26 de agosto     | Canadá          | Toronto          | Molson Amphitheatre                 | teloneados por Alpha Galates                             |
| 28 de agosto     | Canadá          | Ottawa           | Le Breton Festival Park             |                                                          |
| 30 de agosto     | Canadá          | Montreal         | Vieux-Port de Montreal              |                                                          |
| 1 de septiembre  | Canadá          | Chicoutimi       | Vieux Port                          |                                                          |
| 4 de septiembre  | Estados Unidos  | Sault Ste. Marie | Kewadin Casino                      |                                                          |
| 6 de septiembre  | Estados Unidos  | Detroit          | DTE Energy Music Theatre            |                                                          |
| 9 de septiembre  | Canadá          | Edmonton         | Shaw Conference Centre              |                                                          |
| 10 de septiembre | Canadá          | Calgary          | Southern Alberta Jubilee Auditorium |                                                          |
| 12 de septiembre | Canadá          | Vancouver        | PNE Forum                           |                                                          |
| 14 de septiembre | Estados Unidos  | Kelseyville      | Konocti Harbor Amphitheater         |                                                          |
| 15 de septiembre | Estados Unidos  | Los Ángeles      | Anfiteatro Gibson                   |                                                          |
| 16 de septiembre | Estados Unidos  | Indio            | Fantasy Springs Resort Casino       |                                                          |
| 18 de septiembre | Estados Unidos  | Tucson           | AVA Amphitheater                    |                                                          |
| 19 de septiembre | Estados Unidos  | Albuquerque      | Journal Pavilion                    | teloneados por Styx                                      |
| 21 de septiembre | Estados Unidos  | Las Vegas        | The Joint                           |                                                          |
| 22 de septiembre | Estados Unidos  | Reno             | Grand Sierra Resort                 |                                                          |
| 26 de septiembre | Estados Unidos  | Nueva York       | Beacon Theatre                      |                                                          |
| 28 de septiembre | Estados Unidos  | Wallingford      | Chevrolet Theatre                   |                                                          |
| 29 de septiembre | Estados Unidos  | Boston           | Orpheum Theatre                     |                                                          |
| Asia II          |                 |                  |                                     |                                                          |
| 26 de octubre    | Corea del Sur   | Seúl             | Olympic Gymnasium                   |                                                          |
| 28 de octubre    | Corea del Sur   | Busan            | Kyungsung University                |                                                          |
| 31 de octubre    | Japón           | Shibuya          | Shibuya-AX                          |                                                          |
| Europa III       |                 |                  |                                     |                                                          |
| 10 de noviembre  | Rumania         | Sibiu            | Piata Mare                          |                                                          |
| 28 de noviembre  | Francia         | Burdeos          | Patinoire de Mériadeck              | con Uli Jon Roth y teloneados por Karelia y Versus       |
| 29 de noviembre  | Francia         | Toulouse         | Zénith de Toulouse                  | con Uli Jon Roth                                         |
| 30 de noviembre  | Francia         | Clermont-Ferrand | Zénith d'Auvergne                   | con Uli Jon Roth y teloneados por Karelia                |
| 4 de diciembre   | Portugal        | Lisboa           | Pavilhão Atlântico                  |                                                          |
| 6 de diciembre   | Portugal        | Guimarães        | Pavilhão Multiusos de Guimarães     |                                                          |
| Asia III         |                 |                  |                                     |                                                          |
| 12 de diciembre  | India           | Shillong         | Jawaharlal Nehru Stadium            |                                                          |
| 14 de diciembre  | India           | Bombay           | Bandra Kurla Complex                |                                                          |
| 16 de diciembre  | India           | Bangalore        | Bangalore Palace                    |                                                          |

### Fechas de 2008
| Fecha            | País                   | Ciudad              | Recinto/Festival                    | Notas                                                                      |
| Europa IV        | Europa IV              | Europa IV           | Europa IV                           | Europa IV                                                                  |
| ---------------- | ---------------------- | ------------------- | ----------------------------------- | -------------------------------------------------------------------------- |
| 9 de marzo       | Alemania               | Bremen              | AWD-Dome                            |                                                                            |
| 10 de abril      | Rusia                  | San Petersburgo     | Palacio de Hielo                    |                                                                            |
| 12 de abril      | Rusia                  | Rostov del Don      | Palace of Sports                    |                                                                            |
| 13 de abril      | Rusia                  | Samara              | MTL Arena                           |                                                                            |
| 14 de abril      | Rusia                  | Ekaterimburgo       | DIVS Arena                          |                                                                            |
| 16 de abril      | Rusia                  | Novosibirsk         | Ice Sports Palace Sibir             |                                                                            |
| 17 de abril      | Rusia                  | Kémerovo            | Khimik Stadium                      |                                                                            |
| 18 de abril      | Rusia                  | Krasnoyarsk         | Yarygin Arena                       |                                                                            |
| 20 de abril      | Rusia                  | Vladivostok         | Fesco Hall                          |                                                                            |
| 21 de abril      | Rusia                  | Jabárovsk           | Platinum Arena                      |                                                                            |
| 23 de abril      | Rusia                  | Komsomolsk del Amur | Metallung Arena                     |                                                                            |
| 25 de abril      | Rusia                  | Kazán               | TatNeft Arena                       |                                                                            |
| 26 de abril      | Rusia                  | Moscú               | Gran Palacio del Kremlin            |                                                                            |
| 7 de mayo        | España                 | Madrid              | Multiusos La Cubierta               | teloneados por Jon Oliva's Pain                                            |
| 10 de mayo       | España                 | Almería             | Palacio del Mediterráneo            | teloneados por Nocturnia                                                   |
| 17 de mayo       | Polonia                | Ostrów Wielkopolski | Miejski Stadion                     | teloneados por Oddział Zamknięty                                           |
| Oriente Próximo  |                        |                     |                                     |                                                                            |
| 22 de mayo       | Emiratos Árabes Unidos | Dubái               | Dubai Festival City                 |                                                                            |
| Europa V         |                        |                     |                                     |                                                                            |
| 23 de mayo       | Ucrania                | Kiev                | Plaza Europea                       |                                                                            |
| 30 de mayo       | Alemania               | Greifswald          | Volksstadion                        |                                                                            |
| 7 de junio       | Finlandia              | Tampere             | Sauna Open Air Festival             |                                                                            |
| 24 de junio      | Suiza                  | Liestal             | Stadion                             |                                                                            |
| 29 de junio      | Rusia                  | Lípetsk             | Metallurg Stadium                   |                                                                            |
| 30 de junio      | Rusia                  | Lípetsk             | Metallurg Stadium                   |                                                                            |
| 4 de julio       | Francia                | Bobital             | Festival des Terre Neuvas           |                                                                            |
| 25 de julio      | Finlandia              | Kotka               | Maritime Festival                   |                                                                            |
| Norteamérica II  |                        |                     |                                     |                                                                            |
| 1 de agosto      | Estados Unidos         | Kelseyville         | Konocti Harbor Amphitheater         | teloneados por Sammy Hagar                                                 |
| 2 de agosto      | Estados Unidos         | Mountain View       | Shoreline Amphitheatre              | teloneados por Sammy Hagar                                                 |
| 3 de agosto      | Estados Unidos         | Costa Mesa          | Pacific Amphitheatre                | teloneados por Sammy Hagar                                                 |
| 5 de agosto      | Estados Unidos         | Tucson              | AVA Amphitheatre                    | teloneados por Sammy Hagar                                                 |
| 8 de agosto      | Estados Unidos         | Minneapolis         | Myt Nightclub                       |                                                                            |
| 9 de agosto      | Estados Unidos         | Sparta              | Fort McCoy Army Base                | abriendo para Alice Cooper                                                 |
| 10 de agosto     | Estados Unidos         | Chicago             | Charter One Pavilion                | teloneados por Ratt                                                        |
| Europa VI        |                        |                     |                                     |                                                                            |
| 22 de agosto     | Turquía                | Estambul            | Parkorman                           |                                                                            |
| 24 de agosto     | Alemania               | Wolpertshausen      | Rock for Nature Festival            |                                                                            |
| Latinoamérica II |                        |                     |                                     |                                                                            |
| 30 de agosto     | Brasil                 | Río de Janeiro      | Praça da Apoteose                   | concierto electroacústico                                                  |
| 31 de agosto     | Brasil                 | Goiânia             | Goiânia Arena                       | concierto electroacústico                                                  |
| 3 de septiembre  | Brasil                 | Belém               | Cidade Folia                        | concierto electroacústico                                                  |
| 4 de septiembre  | Brasil                 | Manaus              | Arena Polideportiva Amadeu Teixeira | concierto electroacústico                                                  |
| 6 de septiembre  | Brasil                 | Sao Paulo           | Credicard Hall                      | concierto electroacústico                                                  |
| 7 de septiembre  | Brasil                 | Recife              | Chevrolet Hall                      | concierto electroacústico                                                  |
| 10 de septiembre | Brasil                 | Belo Horizonte      | Mineirinho                          | concierto electroacústico                                                  |
| 12 de septiembre | Brasil                 | Ponta Grossa        | Centro de Eventos                   | concierto electroacústico                                                  |
| 13 de septiembre | Brasil                 | Sao Paulo           | Credicard Hall                      | concierto electroacústico                                                  |
| 14 de septiembre | Brasil                 | Ribeirão Preto      | Centro de Eventos                   | concierto electroacústico                                                  |
| 17 de septiembre | México                 | Guadalajara         | Auditorio Telmex                    | concierto electroacústico                                                  |
| 19 de septiembre | México                 | Querétaro           | Plaza de toros Santa María          | concierto electroacústico                                                  |
| 20 de septiembre | México                 | Ciudad de México    | Foro Sol                            | concierto electroacústico                                                  |
| 21 de septiembre | México                 | Monterrey           | Arena Monterrey                     | concierto electroacústico                                                  |
| 23 de septiembre | Trinidad y Tobago      | Puerto España       | Queen's Park Savannah               | concierto electroacústico                                                  |
| Europa VII       |                        |                     |                                     |                                                                            |
| 26 de septiembre | Suiza                  | Schupfart           | Schupfart Festival                  |                                                                            |
| 12 de octubre    | Inglaterra             | Newcastle           | O2 Academy Newcastle                | con Michael Schenker y teloneados por Michael Schenker Group               |
| 13 de octubre    | Escocia                | Glasgow             | Carling Academy Glasgow             | con Michael Schenker y teloneados por Uli Jon Roth                         |
| 15 de octubre    | Inglaterra             | Mánchester          | Manchester Apollo                   | con Michael Schenker y Uli Jon Roth, teloneados por Uli Jon Roth           |
| 16 de octubre    | Inglaterra             | Southampton         | Southampton Guildhall               | con Michael Schenker y Uli Jon Roth, teloneados por Uli Jon Roth           |
| 18 de octubre    | Inglaterra             | Londres             | Hammersmith Odeon                   | con Michael Schenker y Uli Jon Roth, teloneados por Uli Jon Roth           |
| 19 de octubre    | Inglaterra             | Wolverhampton       | Wolverhampton Civic Hall            | con Michael Schenker y Uli Jon Roth, teloneados por Uli Jon Roth           |
| 23 de octubre    | Rumania                | Craiova             | Nicolas Romanescu Park              |                                                                            |
| 25 de octubre    | Francia                | Estrasburgo         | Zénith de Strasbourg                | con Uli Jon Roth, Rudy Lenners y Herman Rarebell, y teloneados por Karelia |
| 2 de noviembre   | Estonia                | Tallin              | Saku Suurhall                       |                                                                            |
| 4 de noviembre   | Letonia                | Riga                | Arena Riga                          | concierto sinfónico                                                        |
| 6 de noviembre   | Lituania               | Vilna               | Utenos Pramogų Arena                | concierto sinfónico                                                        |
| 7 de noviembre   | Bielorrusia            | Minsk               | Minsk Sports Palace                 |                                                                            |
| 10 de noviembre  | Rusia                  | Yaroslavl           | Arena 2000                          |                                                                            |
| 19 de noviembre  | Portugal               | Estoril             | Casino Estoril                      | concierto acústico                                                         |

### Fechas de 2009
| Fecha          | País        | Ciudad          | Recinto/Festival                       | Notas                                                                                     |
| Europa VIII    | Europa VIII | Europa VIII     | Europa VIII                            | Europa VIII                                                                               |
| -------------- | ----------- | --------------- | -------------------------------------- | ----------------------------------------------------------------------------------------- |
| 3 de abril     | Francia     | Montbéliard     | L'Axone                                | con Uli Jon Roth y teloneados por Karelia                                                 |
| 21 de abril    | Hungría     | Budapest        | SYMA Sports and Conference Centre      |                                                                                           |
| 23 de abril    | Eslovaquia  | Košice          | Steel Aréna                            |                                                                                           |
| 4 de junio     | Polonia     | Gdansk          | Zaczęło się w Polsce Festival          |                                                                                           |
| 15 de junio    | Rusia       | San Petersburgo | SCC Petersburgsky                      | Festival Monsters of Rock                                                                 |
| 16 de junio    | Rusia       | Rostov del Don  | Stadion SKA SKVO                       | Festival Monsters of Rock                                                                 |
| 18 de junio    | Rusia       | Ekaterimburgo   | Yekaterinburg Sports Palace            | Festival Monsters of Rock                                                                 |
| 20 de junio    | Rusia       | Novosibirsk     | Estadio Spartak                        | Festival Monsters of Rock                                                                 |
| 22 de junio    | Rusia       | Jabárovsk       | Platinum Arena                         | Festival Monsters of Rock                                                                 |
| 24 de junio    | Rusia       | Vladivostok     | Avangard Stadium                       | Festival Monsters of Rock                                                                 |
| 26 de junio    | Rusia       | Krasnoyarsk     | Estadio Central                        | Festival Monsters of Rock                                                                 |
| 28 de junio    | Rusia       | Moscú           | Estadio Olimpiski                      | Festival Monsters of Rock                                                                 |
| 2 de julio     | Bulgaria    | Kavarna         | Kaliakra Rock Fest                     |                                                                                           |
| 4 de julio     | Grecia      | Mitilene        | Mytilini Castle                        | teloneados por Clairvoyant                                                                |
| 6 de julio     | Grecia      | Atenas          | Estadio Georgios Karaískakis           | con Uli Jon Roth y Michael Schenker, y teloneados por Vasilis Papakonstantinou y Spitfire |
| 8 de julio     | Grecia      | Larisa          | Alcazar Stadium                        | teloneados por Vasilis Papakonstantinou y Spitfire                                        |
| 11 de julio    | Grecia      | La Canea        | Perivolia Stadium                      | teloneados por Dokken y Firewind                                                          |
| 17 de julio    | Portugal    | Oporto          | Festival Marés Vivas                   |                                                                                           |
| 18 de julio    | Alemania    | Singen          | Hohentwielfestival                     |                                                                                           |
| 24 de julio    | Grecia      | Xánthi          | Xanthi Ground                          | teloneados por Cyanide 4                                                                  |
| 25 de julio    | Alemania    | Hötensleben     | Rock am Denkmal                        |                                                                                           |
| 28 de julio    | Francia     | Carcasona       | Festival Des Deux Cités                |                                                                                           |
| 30 de julio    | Francia     | Juan-les-Pins   | La Pinède Gould                        |                                                                                           |
| 1 de agosto    | Finlandia   | Tuuri           | Miljoona Rock                          |                                                                                           |
| 9 de agosto    | Francia     | Colmar          | Festival de la Foire aux Vins d'Alsace |                                                                                           |
| 1 de octubre   | Alemania    | Luisburgo       | Arena Ludwigsburg                      | concierto sinfónico                                                                       |
| 2 de octubre   | Alemania    | Essen           | Grugahalle                             | con Uli Jon Roth y Michael Schencker, y teloneados por Orange But Green                   |
| 23 de octubre  | Suiza       | Basilea         | AVO Session 2009                       |                                                                                           |
| 5 de diciembre | Polonia     | Zabrze          | House of Music and Dance               |                                                                                           |
| 6 de diciembre | Polonia     | Zabrze          | House of Music and Dance               |                                                                                           |

## Músicos
- Klaus Meine: voz
- Rudolf Schenker: guitarra eléctrica
- Matthias Jabs: guitarra eléctrica y talk box
- Pawel Maciwoda: bajo
- James Kottak: batería

Artistas invitados en la gira electro-acústica
- Andreas Kisser: guitarra acústica
- Mikael Mutti: teclados y percusión
- Daniela Aguiar, Ana Oliveira y Flávia Mendonça: coros
- André Reis y Elbermário: percusión